# Porites sverdrupi
Porites sverdrupi is een rifkoralensoort uit de familie van de Poritidae. De wetenschappelijke naam van de soort is voor het eerst geldig gepubliceerd in 1947 door Durham.